# Marie Škardová
Marie Škardová (22. srpna 1906 Plzeň – 11. června 1943 Drážďany) byla česká odbojářka.
Marie Škardová se narodila 22. srpna 1906 v Plzni, ale brzy se celá rodina přestěhovala do Blovic, kde absolvovala obecnou i měšťanskou školu. Vyučila se prodavačkou a pracovala v řeznictví.

## Odbojová činnost
Za druhé světové války vedla řeznickou prodejnu v plzeňské Poděbradově ulici. Její manžel byl zatčen již 17. března 1939, ale válku přežil. Při tom se zapojila do odbojové činnosti, kdy rozšiřovala letáky a organizovala vytváření ilegálních časopisů a novin (například i Rudého práva). Byla členem II. ilegálního vedení KSČ v Plzeňském kraji a členem technického aparátu Národně-revolučního výboru. V září 1940 byla zatčena a 11. června 1943 byla v Drážďanech popravena.

## Pocty
Po druhé světové válce byla po ní pojmenována Poděbradova ulice v centru Plzně, kde vedla řeznictví (po roce 1989 byla však přejmenována na Pražskou). Stejně tak bylo vymazáno její jméno z názvu základní školy v Blovicích, která byla po ní pojmenována v roce 1965. Byla jí také na plzeňské Doubravce odhalena pamětní deska, kterou vytvořil blovický sochař Václav Žalud. Po sametové revoluci však byla sejmuta a nachází se neznámo kde.